# Nes (geslacht)
Nes is een monotypisch geslacht van straalvinnige vissen uit de familie van grondels (Gobiidae).

## Soorten
De volgende soort is bij het geslacht ingedeeld:
- Nes longus (Nichols, 1914)